# Le Mesnil-Rainfray
Le Mesnil-Rainfray település Franciaországban, Manche megyében. Lakosainak száma 214 fő (2018. január 1.). Le Mesnil-Rainfray La Bazoge, Chasseguey, Juvigny-le-Tertre, Reffuveille és Romagny-Fontenay községekkel határos.

## Népesség
A település népességének változása:
| Lakosok száma | 446  | 381  | 298  | 249  | 237  | 244  | 224  | 212  | 204  | 214  |
|               | 1968 | 1975 | 1982 | 1990 | 1999 | 2011 | 2013 | 2015 | 2017 | 2018 |